# Кирою, Василе
Василе Кирою (рум. Vasile Chiroiu; 13 августа 1910, Комлошу-Маре, Австро-Венгрия — 9 мая 1976) — румынский футболист, защитник. Выступал за сборную Румынии, участвовал в Чемпионате мира по футболу 1938.

## Карьера
Начал карьеру в «Политехнике (Тимишоара)» в 1926 году.

В 1928 году перешел в футбольный клуб «Банатул», в котором выступал в течение 2 лет. В 1930 вернулся в «Политехнику», где провел ещё 1 год.

В 1931 году перешел в ФК «ЧФР» из Бухареста. В его составе за 3 года провел 20 матчей, в которых забил 14 мячей.

Из «Рапида» перешел в состав ФК «Орадя», где за один сезон отыграл 17 матчей, в которых забил 4 гола.

В 1935—1939 годах играл в составе клуба «Рипенсия» из города «Тимишоара». В его составе провел 63 матча, за который забил 7 голов.

Далее был в футбольных клубах «КАМ» и «Металлург Кугир». В 1941 году завершил профессиональную карьеру.

Дебютировал за национальную сборную 29 ноября 1931 года в товарищеском матче против Греции. Участвовал в матче чемпионата мира 1938 года, в матче против сборной Кубы.

Всего провел за сборную 9 матчей, в которых не забил ни одного гола.

## Награды

### Рипензия
- Чемпионат Румынии
- Победитель (2): 1935–36, 1937–38
- Кубок Румынии
- Победитель (1): 1935–36